# Salitra
Salitra is een geslacht van weekdieren uit de klasse van de Gastropoda (slakken).

## Soort
- Salitra radwini Marincovich, 1973